# Caixa de Crèdit Comunal
La Caixa de Crèdit Comunal era una institució autònoma que depenia de la Mancomunitat de Catalunya. La Mancomunitat va aprovar el projecte de la Caixa de Crèdit Comunal el mes de maig de 1914. Sotmesos al Govern, els Estatuts de la Caixa foren aprovats pel Reial Ordre de 20 de setembre de 1914. El seu funcionament es regulava a partir de dos comitès, el Directiu i l'Administratiu, formats per diputats provincials, homes de negocis, financers i tècnics competents. La seva presidència corresponia al president de la Mancomunitat.
La finalitat de la Caixa de Crèdit Comunal quan es va crear era facilitar mitjans econòmics destinats als ajuntaments de Catalunya; però es va fer una excepció a favor dels sindicats agrícoles, base de la prosperitat agrícola catalana, i a qui l'escassa educació creditícia del nostre país tenia abandonats.
La Caixa de Crèdit no representava cap gravamen per a la Mancomunitat. Funcionava de tal forma que el petit benefici que obtenia estava destinat a atendre les despeses i formar un fons de reserva per futures contingències. La Caixa tenia organitzades les oficines i funcionava sota les ordres d'un director en els locals del Palau de la Generalitat de Catalunya.

## Condicions dels préstecs als ajuntaments de Catalunya
Per poder accedir a un préstec, els ajuntaments havien de ser solvents i estar ben administrats. No es podien trobar al descobert ni amb l'Estat ni amb la Diputació respectiva ni amb la Mancomunitat, sempre que el préstec es destinés a serveis de caràcter municipal.

## Condicions dels préstecs als sindicats agrícoles
La Caixa contractava amb els sindicats o cooperatives agrícoles préstecs per una quantitat total d'un milió de pessetes, tenint en compte que l'import màxim del préstec no podia excedir del 50% del valor dels immobles o de les màquines i grans aparells del sindicat, que s'afectaven a les responsabilitats de l'emprèstit.